# Melanocorypha maxima
La calandria tibetana (Melanocorypha maxima) es una especie de ave paseriforme de la familia Alaudidae endémica del sur y este de la meseta tibetana.